# San Lorenzo Nuovo
San Lorenzo Nuovo est une commune de la province de Viterbe dans le Latium en Italie.

## Géographie
San Lorenzo Nuovo, qui se trouve sur une colline à environ 550 mètres d'altitude, est un centre agricole proche du lac de Bolsena. La commune se trouve au point de rencontre de la via Cassia (la route qui va de Rome à la Toscane) et la route Maremmana (qui va d'Orbetello et de Pitigliano à Orvieto).
Le village, différent des autres agglomérations à proximité qui sont typiquement médiévaux, possède un centre historique d’architecture néoclassique du XVIIIe siècle. Il est caractérisé par des habitations semblables et peu élevées, dominées par l'église de San Lorenzo face à une grande place octogonale (piazza Europa).
Une portion de la plage du lac (San Lorenzo al Lago) fait partie de la commune.

## Histoire
Le village fut fondé en 1774 par les habitants de l'ancien bourg de San Lorenzo alle Grotte après avoir abandonné l'agglomération située au bord du lac de Bolsena et soumise à la malaria.

## Fêtes, foires
- 24 juin Saint Jean Baptiste. La foire de Saint Jean est une grande manifestation populaire d'origine médiévale. Elle se tient toute la journée du 24 juin autour de la place centrale. Jusqu'au début du XIXe siècle, cette foire se tenait près du lac où se trouvait l'église de San Giovanni in Val di Lago, en ruine aujourd'hui.
- 10 août Saint Laurent, martyr. Une procession solennelle part traditionnellement de l'église de San Lorenzo et, à partir de là, la statue du saint est portée sur les épaules à travers les rues du bourg. Le lendemain a lieu la foire traditionnelle.
- 14 septembre Exaltation de la Sainte Croix. La tradition chrétienne locale célèbre le crucifix ligneux du XIIe siècle  qui se trouve dans l'église de San Lorenzo. La fête religieuse est célébrée chaque année, mais c'est seulement tous les 15 ans (probablement depuis 1787) que se déroule une procession solennelle, en portant sur les épaules le crucifix dans les rues de la ville, décorées pour l'occasion, en mémoire du transfert de la statue de l'ancien bourg à l'église paroissiale de la nouvelle municipalité (12 octobre 1778). Cet événement est appelé Festone (Grand-Fête). Les dernières manifestations du Festone ont eu lieu en 1997 et 2012. En 2000, à l'occasion du Grand Jubilé, les autorités civiles et religieuses décidèrent toutefois d'organiser une procession exceptionnelle.

## Administration
| Période                                  | Période      | Identité                | Étiquette     | Qualité |
| ---------------------------------------- | ------------ | ----------------------- | ------------- | ------- |
| 1995                                     | 1999         | Carlo Ambrosini         | Centre-Droite |         |
| 1999                                     | 16 juin 2004 | Maria Gabriela Grassini | Centre-Droite |         |
| 16 juin 2004                             | 7 juin 2009  | Maria Gabriela Grassini | Centre-Droite |         |
| 7 juin 2009                              | 2014         | Anna Maria Zannoni      | Centre-Gauche |         |
| 2014                                     | 2024         | Massimo Bambini         | Centre-Droite |         |
| 2024                                     | en cours     | Simona Fabi             | Centre-Droite |         |
| Les données manquantes sont à compléter. |              |                         |               |         |

### Communes limitrophes
Acquapendente, Bolsena, Capodimonte, Castel Giorgio, Gradoli, Grotte di Castro,  Montefiascone

## Démographie
Habitants recensés